# 道教节
道教節是由新加坡道教協會主辦的年度道教節慶活動。節日創辦於1996年，自此每年農曆二月十五日舉行，當天信徒會以齋醮、祈福等儀式慶祝道祖太上老君（即古代哲學家老子）聖誕。此節旨在弘揚道教教義與中華文化，提高社會對道教的認識。

## 儀式與活動
節日當天常舉辦盛大的齋醮和祈福法會。道長率領誦經、燒香、點燈、獻供等傳統儀式，為信眾祈求國泰民安、風調雨順等福祉。同時，也舉辦各種道教文化展演活動，例如武術表演、宮觀文化展覽、書畫展示和講座等，向公眾展示道教藝術與文化內涵。例如，2006年的道教文化節活動就包括武當山道教協會的武術表演以及道教宮廟文物展覽等節目。

## 歷年活動
- 2006年：在勿洛北三清宮旁的空地舉辦大型道教文化節，新加坡總統納丹伉儷出席擔任主賓。當年活動安排世界和平祈福法會、武當山武術表演和道教宮廟展覽等節目[3]。
- 2011年：新加坡道教協會聯合來自18個國家的百餘個道教團體，首度在義大利舉行「道教節世界慶典」，將道教節提升為全球道教徒共同慶祝的國際性盛事[2]。
- 2025年：適逢新加坡建國60周年及道教協會30周年，舉辦為期三天的「道教節世界慶典」。活動邀請包括中國溫州道教協會在內的多個國家道教代表團參與交流，並參訪城隍廟、三清宮、斗姥宮等道場，共襄盛舉[4]。「道教節世界慶典」首次於新加坡本地舉行。[5]

## 國際化與節日倡議
新加坡道教協會自2008年起積極與世界各地道教組織建立聯繫，認為道教作為全球性宗教，其節慶應獲得更廣泛認可。協會希望道教節能夠與其他宗教節日一樣，納入新加坡公共假期體系。

## 意義
道教節強調《道德經》和道教思想的傳承以彰顯華人傳統文化；另一方面，透過開放廟宇和舉辦大型慶典，增進民眾對道教儀式與信仰的認識與尊重。新加坡道教協會秉持「慈、儉、不爭」等道教精神，通過道教節等活動推動慈善公益與宗教和諧，促進不同族群之間的交流與了解。